# Futbolista del año en Montenegro
El Futbolista montenegrino del año es un premio de fútbol asignado por la Federación de fútbol de Montenegro anualmente y después de una encuesta realizada entre los capitanes y entrenadores de los equipos de la máxima liga de montenegro al que es considerado como mejor jugador de nacionalidad montenegrina de dicho año. Este reconocimiento se instauró con la independencia del país balcánico en el año 2006.

## Ganadores

### Premios por año
| Año  | Jugador (Títulos)  | Club del jugador   |
| ---- | ------------------ | ------------------ |
| 2006 | Mirko Vučinić (1)  | Lecce Roma         |
| 2007 | Mirko Vučinić (2)  | Roma               |
| 2008 | Mirko Vučinić (3)  | Roma               |
| 2009 | Stevan Jovetić (1) | Fiorentina         |
| 2010 | Mirko Vučinić (4)  | Roma               |
| 2011 | Mirko Vučinić (5)  | Roma Juventus      |
| 2012 | Mirko Vučinić (6)  | Juventus           |
| 2013 | Mirko Vučinić (7)  | Juventus           |
| 2014 | Marko Baša (1)     | Lille OSC          |
| 2015 | Stevan Jovetić (2) | Inter de Milán     |
| 2016 | Stefan Savić (1)   | Atlético de Madrid |

### Premios por futbolista
| Jugador                 | Número de Premios |
| ----------------------- | ----------------- |
| Mirko Vučinić           | 7                 |
| Stevan Jovetić          | 2                 |
| Marko Baša Stefan Savić | 1                 |